# Metalofármaco

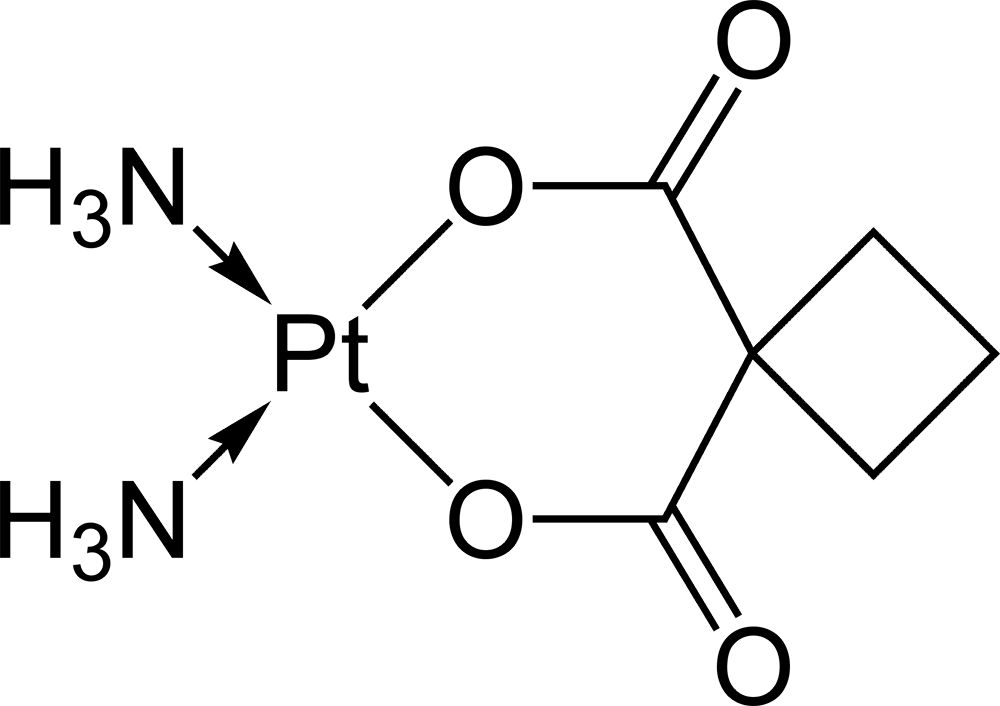
Carboplatino, ejemplo de metalomedicamento.

Un metalofármaco es un medicamento que contiene átomos metálicos como ingrediente activo. Los metalomedicamentos más comunes se usan como agentes anticancerígenos o antimicrobianos. 
Algunos ejemplos de metalofármacos son:
- Salicilato de bismuto, un antidiarreico que también se utiliza en el tratamiento de la úlcera péptica causada por H. pylori resistente.[3][4]
- Cisplatino y carboplatino, agentes anticancerígenos con platino.[5][6]
- Sales de oro como auranofin  : antiinflamatorios para el tratamiento de la artritis[7][8]
- Sulfadiazina de plata, antibiótico[9][10]
- Piritiona de zinc, antibacteriano y antifúngico.[11]